# Яружно-балковий рельєф
Яру́жно-ба́лковий рельє́ф (краєви́д) — один з видів рельєфу України, різновид ерозійно-яружного рельєфу; характеристичний для Донецького кряжу, відног Середньоруської височини і всієї Придніпровської низовини. 
Характеристичні прикмети: асиметрія річкових долин, яка позначається високими правими берегами та низькими лівими заплавними берегами; на їхньому тлі — височини, розмиті балками та ярами. Переважає лісостепова рослинність. 

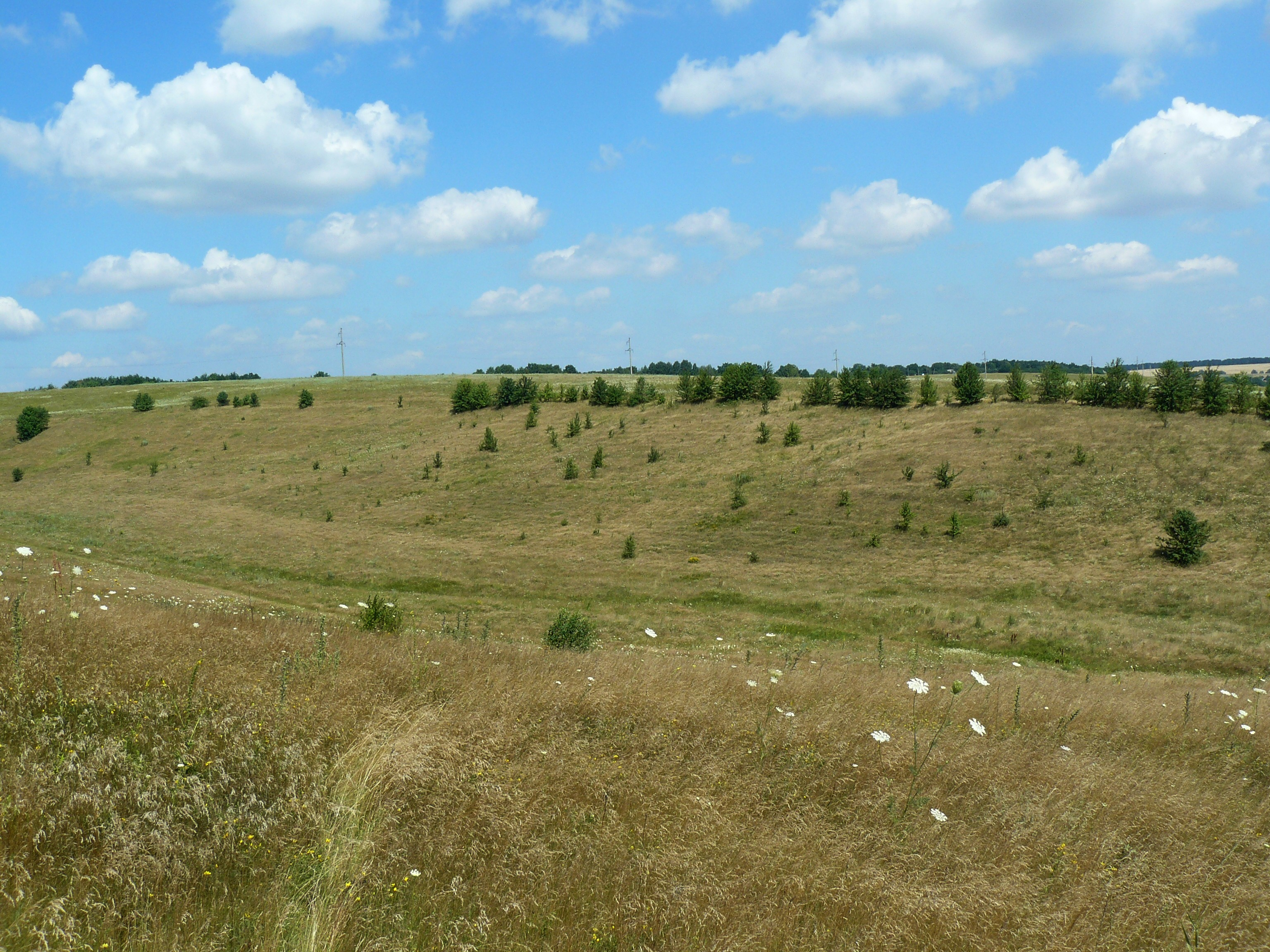
Балка. Київська область